# Miloš Milutinović
Miloš Milutinović (en serbi: Милош Милутиновић; 5 de febrer de 1933 - 28 de gener de 2003) fou un futbolista serbi de la dècada de 1950, posteriorment entrenador de futbol.
Fou 33 cops internacional amb la selecció iugoslava amb la qual participà en els Mundials de 1954 i 1958.
Pel que fa a clubs, defensà els colors de FK Bor, FK Partizan, OFK Beograd, FC Bayern Múnic, RCF Paris, i Stade Français Paris.
Un cop retirat fou un destacat entrenador. Era germà del també futbolista i entrenador Bora Milutinović, i del futbolista Milorad Milutinović.

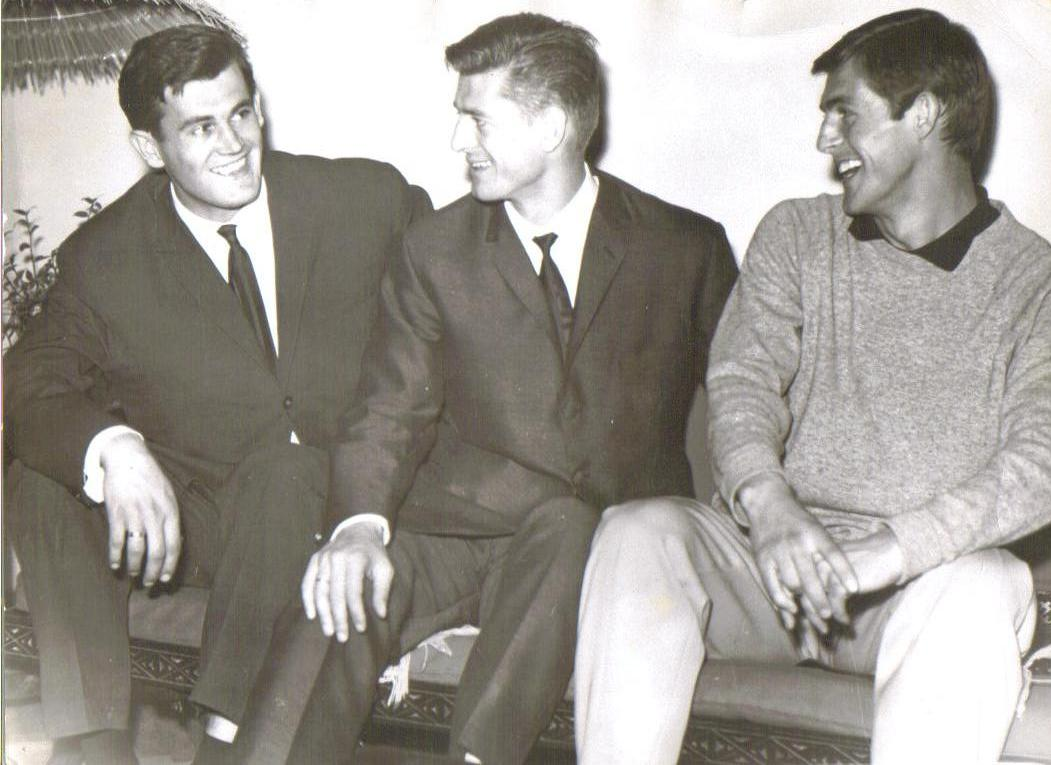
Els germans Milutinović : Milorad, Miloš (al centre) i Bora.